# Giusto de' Menabuoi
Giusto de’ Menabuoi, citado a veces también como Giusto Padovano (Florencia, ca. 1330 – Padua, ca. 1390) fue un pintor italiano del Trecento, recordado por su estilo alejado del realismo de sus contemporáneos y por una notable expresividad cromática. Probablemente se formó en el entorno de Giotto o de Maso di Banco, aunque no se conservan documentos que lo confirmen.

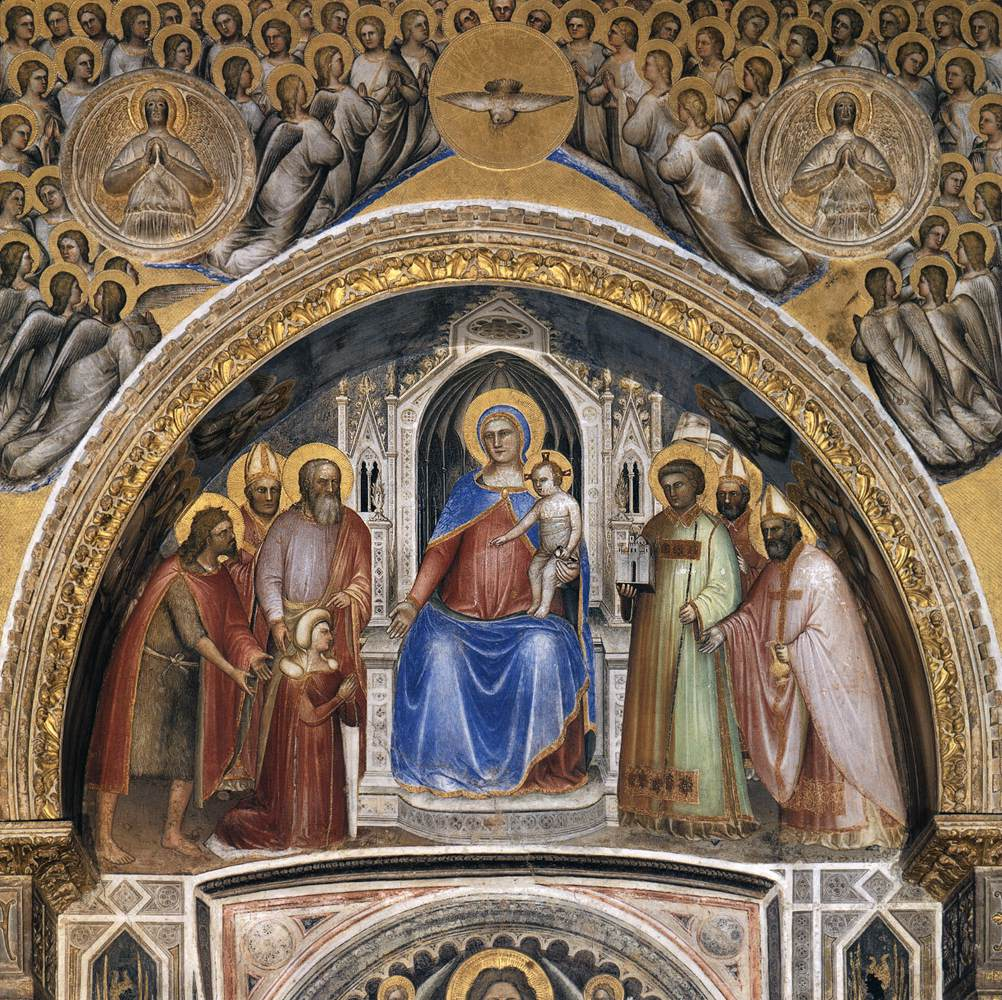
Giusto de' Menabuoi: Madonna con santos y donante, Padua, Baptisterio de la Catedral.

## Vida y obra
Su carrera comenzó en  la Toscana, y hacia 1348 ya trabajaba en Lombardía, donde su talento quedó plasmado en los frescos de la iglesia de Santa Maria di Brera en Milán y en el Juicio Final de la abadía de Viboldone. En estas obras tempranas ya se percibe un conocimiento profundo de la obra de Giotto.
Posteriormente se trasladó a Padua, donde desarrolló la parte más importante de su obra. Decoró con frescos la iglesia de los Eremitani (aunque muchos de ellos se perdieron en los bombardeos de la Segunda Guerra Mundial), el Castillo Visconti de Pavía y el coro de la Capilla Scrovegni.
Entre 1375 y 1378, por encargo de Fina Buzzaccarini —esposa de Francesco I da Carrara—, pintó el ciclo de frescos del Baptisterio del Duomo de Padua, destinado a mausoleo familiar. Esta obra es considerada su obra maestra, y destaca por la riqueza estilística y narrativa:
- En la cúpula, un monumental Cristo Pantocrátor domina el espacio rodeado por 144 ángeles y santos en disposición circular, creando un efecto similar al de un mosaico.
- En el tambor, se narran las escenas del Génesis con un estilo más severo y realista.
- Las pechinas presentan figuras de profetas y evangelistas, tratados con una sorprendente profundidad espacial.

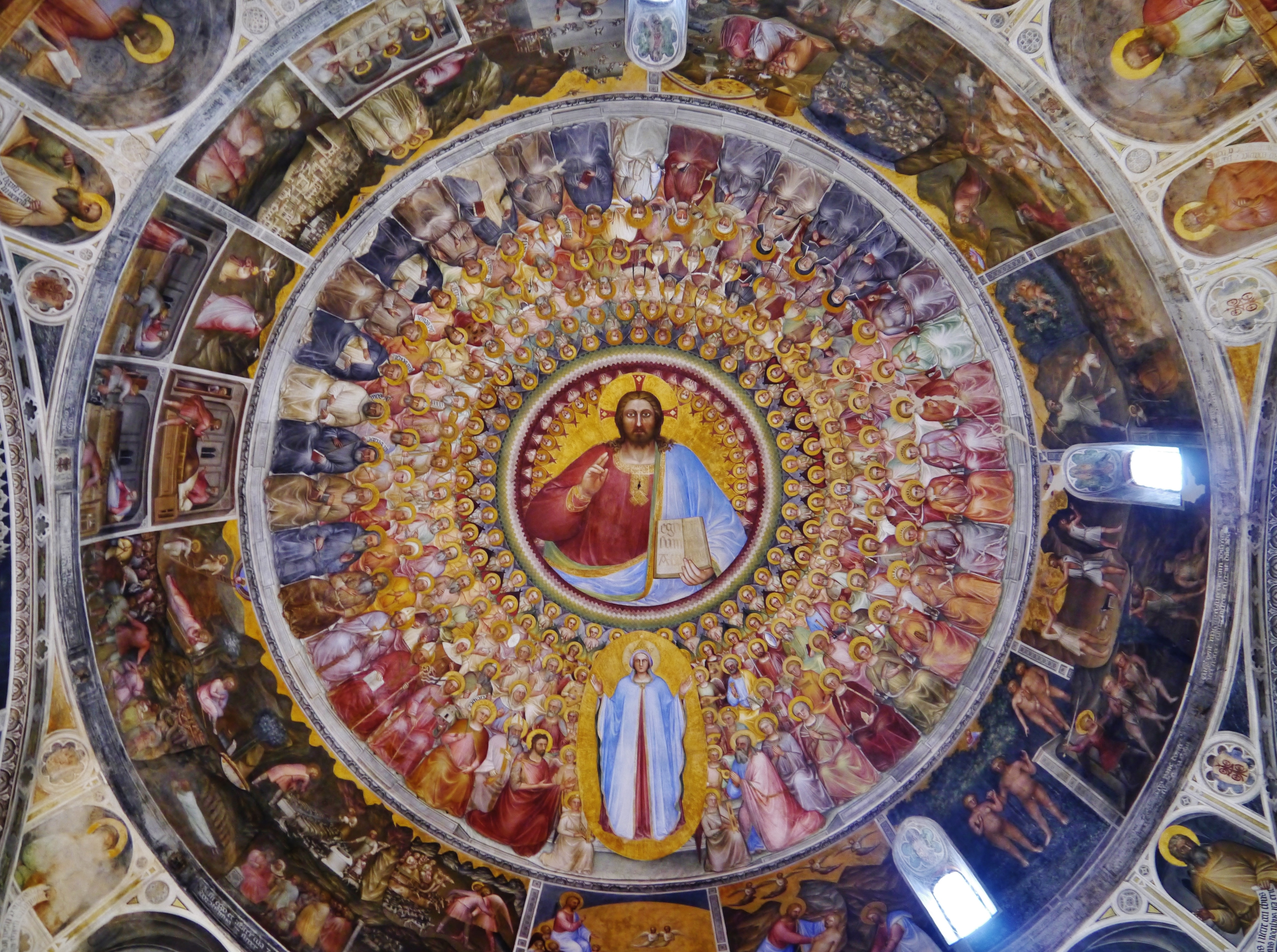
El Paraíso, Baptisterio de la catedral, Padua.

- En las paredes se narran historias de Cristo y san Juan Bautista, ambientadas en arquitecturas cuidadosamente construidas que realzan las figuras. En escenas como las Bodas de Caná, Menabuoi introduce movimientos naturalistas entre los personajes secundarios, contrastando con la rigidez de los protagonistas.
- El ábside muestra escenas del Apocalipsis con una técnica más sintética.
- El altar alberga un políptico que recuerda a la Pala d’Oro de la Basílica de San Marcos de Venecia, con una mezcla de arte bizantino y elementos góticos: profusión de pan de oro, figuras en estilo miniaturístico y cierta rigidez y solemnidad en los ademanes.
Además de esta obra fundamental, hacia el final de su vida trabajó en la Basílica de San Antonio de Padua, donde decoró la capilla de la familia Vigonza y la Cappella Belludi, con escenas más realistas, acompañadas por una paleta cromática más sombría. Aparte de su labor como fresquista, apenas se conservan obras suyas sobre tabla, entre ellas un retablo con escenas de la vida de la Virgen en la National Gallery de Londres.
Giusto de’ Menabuoi falleció en Padua, y fue sepultado cerca del Baptisterio que decoró con tanta maestría. 

## Estilo e influencia
Su legado tuvo importancia en la evolución del lenguaje pictórico del Trecento. Su estilo es arcaizante y deliberadamente alejado del realismo que comenzaba a imponerse con artistas como Altichiero. Menabuoi prefería una narración más simbólica, con ecos bizantinos y románicos, en lugar de la representación naturalista que marcaría el desarrollo del Quattrocento. 
En Padua, su ciclo del Baptisterio se convirtió en un referente de programación iconográfica monumental, inspirando a artistas posteriores en la forma en que se organizan las narraciones bíblicas en los espacios arquitectónicos. Su dominio del color y la luz —especialmente en la cúpula del Baptisterio— fue admirado por generaciones posteriores, aunque no imitado directamente. El uso de estructuras geométricas y simetrías en la disposición de figuras angelicales y santos influyó grandemente en la estética de la pintura religiosa del norte de Italia.
En resumen, Giusto fue más un referente conceptual que un modelo estilístico. Su obra representa una alternativa al naturalismo emergente, y su capacidad para elegir conscientemente el estilo más adecuado a cada escena lo convierte en un artista moderno en su enfoque, aunque tradicional en su apariencia.
Varios de los ciclos de frescos de Giusto de' Menabuoi están incluidos en la lista del Patrimonio Mundial de la UNESCO, dentro de la denominación Series de frescos del siglo XIV en Padua; así, los del Baptisterio de la Catedral o los de la Basílica de san Antonio.